# 镒

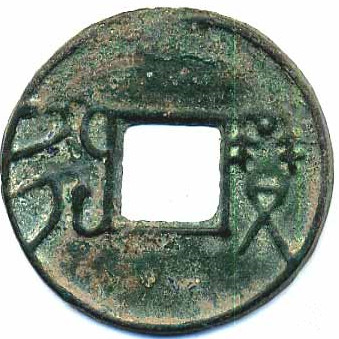
齐国铸行的“賹六化”圜钱，朱活认为钱文应释读为“賹”，也就是“镒”

镒，中国古代重量单位，先秦及秦代时期使用，多专用于权衡黄金的重量，又称“金”，一镒等于二十四两。

## 记载
- 《孟子·梁惠王下》：“今有璞玉于此，虽万镒，必使玉人雕琢之。”
- 《孟子·公孙丑下》：“王馈兼金一百”。赵岐注：“一百，百镒也。”“镒，二十两也。”郑康成曰：“三十两。”
- 《正字通》:“或曰，史记注，臣瓒曰，‘秦以一镒为一金，汉以后一斤为一金，盖汉以前以镒名金，汉以后以斤名金也。镒者，二十四两；斤者，十六两也。’”
- 《孟子·公孙丑下》:“于宋，馈七十镒而受。”赵岐注:“古者以一镒为一金，一金是为二十四两也。”
- 《汉书·张良传》：“赐良金百溢。”师古曰：“秦以溢名金，若汉之论斤也。”